# Neuroleon (Neuroleon) infirmus
Neuroleon (Neuroleon) infirmus is een insect uit de familie van de mierenleeuwen (Myrmeleontidae), die tot de orde netvleugeligen (Neuroptera) behoort. 
Neuroleon (Neuroleon) infirmus is voor het eerst wetenschappelijk beschreven door Navás in 1913.